# طيرة الكرمل
طيرة الكرمل، سابقاً طيرة اللوز، هي مدينة في منطقة حيفا بفلسطين. يبلغ عدد سكانها 18,854 نسمة وذلك حسب إحصائيات سنة 2014. تبلغ مساحتها 5.601 دونم. شكل اليهود وغير العرب 99.6% من سكانها وفقاً لدائرة الإحصاء المركزية الإسرائيلية (CBS). أنشئت المدينة الحديثة على أراضي كانت تابعة لقرية الطيرة.

## تاريخ
على مر العصور، سيطر على موقع المدينة الحديثة الكثير من الناس، بما في ذلك الرومان والعرب والعثمانيين والبريطانيين.
بلغت مساحة أراضي الطيرة 45,272 دونمًا، وكانت ثاني أكبر قرى حيفا مساحة بعد إجزم، واعتمد اقتصادها على زراعة الحبوب والخضروات والفاكهة والأشجار المثمرة، ومنها اللوز الذي اشتهرت به القرية ولذلك حملت اسم «طيرة اللوز». في سنة 1943 فاق إنتاج الطيرة من الزيتون والزيت ما أنتجته أية قرية أخرى في قضاء حيفا، فقد بلغت مساحة الأرض المزروعة زيتونًا حوالي 4600 دونم في الأرض السهلية الواقعة بين القرية والبحر.

## احتلال القرية
في 13 كانون الأول 1947 قامت وحدة من منظمة «الإيتسل» بمهاجمة بيوت تقع في شمالي قرية طيرة الكرمل مستخدمة العبوات الناسفة والقنابل اليدوية والرشاشات.
وقد ورد في كتاب تاريخ الهاغاناه أن هذا الهجوم المباغت أسفر عن نسف منزل، وإشعال النار في آخر، ومقتل ثلاثة عشر شخصاً. وقد كشفت صحيفة فلسطين عن وجود أطفال وشيوخ من جملة الضحايا، وأكدت صحيفة نيويورك تايمز وقوع الهجوم وقالت إن الهجوم استهدف منزلاً مؤلفاً من طابقين يقع على أطراف القرية، وقد أسفر عن سقوط 13 قتيلاً وعشرة جرحى معظمهم من النساء والأطفال، وتدمير البيت بالكامل وإصابة عدة منازل مجاورة بأضرار متفاوتة.
في الصباح الباكر من 22 نيسان 1948 شُن هجوم كبير على الطيرة ترافق مع هجوم الهاغاناه على حيفا، وكان هدف الهجوم منع التعزيزات العربية من الوصول إلى حيفا، لكن المحاولة الأولى للاستيلاء على القرية تمت بعد ثلاثة أيام من سقوط حيفا، إذ ذكر المؤرخ الإسرائيلي بيني موريس أن الهجوم وقع في الساعة الواحدة والدقيقة الأربعين من صباح 25 نيسان، وأن مدافع الهاون والرشاشات استخدمت فيه، لكن سرعان ما حضرت وحدة بريطانية إلى مكان الاشتباك وتوقف إطلاق النار.

## الهاجاناه والقرية قبل الاحتلال
في تقرير لـ«الهاغاناه» ورد أنه في يوم الأربعاء 1947/4/16 وصل إلى الطيرة وفد يرأسه الشيخ عبد الرحمن مراد حيث حلوا في بيت المختار أول عبد الله السلمان من أجل تحقيق هدفين: الأول إنشاء فرع في الطيرة للإخوان المسلمين، والثاني عقد راية الصلح بين عائلتي الباش وأبطح المتخاصمتين، إذ قبل ثمان سنوات قتل باشي أبطحياً، فرد الأبطحيون عليهم بالمثل وقتلوا باشياً ومنذ ذلك الحين تسود الفرقة بين الطرفين. في اللقاء الذي تم في بيت المختار عبد الله السلمان حضر جميع وجهاء عائلة السلمان وفقط عدد قليل من وجهاء العائلات الصغيرة والجديدة، وقد وعد المختار بالرد على مساعي الشيخ عبد الرحمن مراد في القريب العاجل، وانتهى الاجتماع دون الوصول إلى صيغة لحل النزاع. من الواضح أن الهاغاناه كانت تجمع معلومات عما يدور في داخل قرية طيرة الكرمل، وتحاول أن تذكي «الفساد» بين العائلات حتى لا تتحد عند اقتراب ساعة الحسم.

## توأمة
لطيرة الكرمل اتفاقيات توأمة مع كل من:
- Maurepas, Yvelines [الإنجليزية]‏
- مونهايم آم راين
- فيسبرم

## أعلام
- جين سيمونس
- سعاد زكي
- شارون ماتيوس غاليانو

## روابط خارجية
- موقع بلدية طيرة الكرمل نسخة محفوظة 28 ديسمبر 2017 على موقع واي باك مشين. (بالعبرية)